# Wyssen Seilbahnen

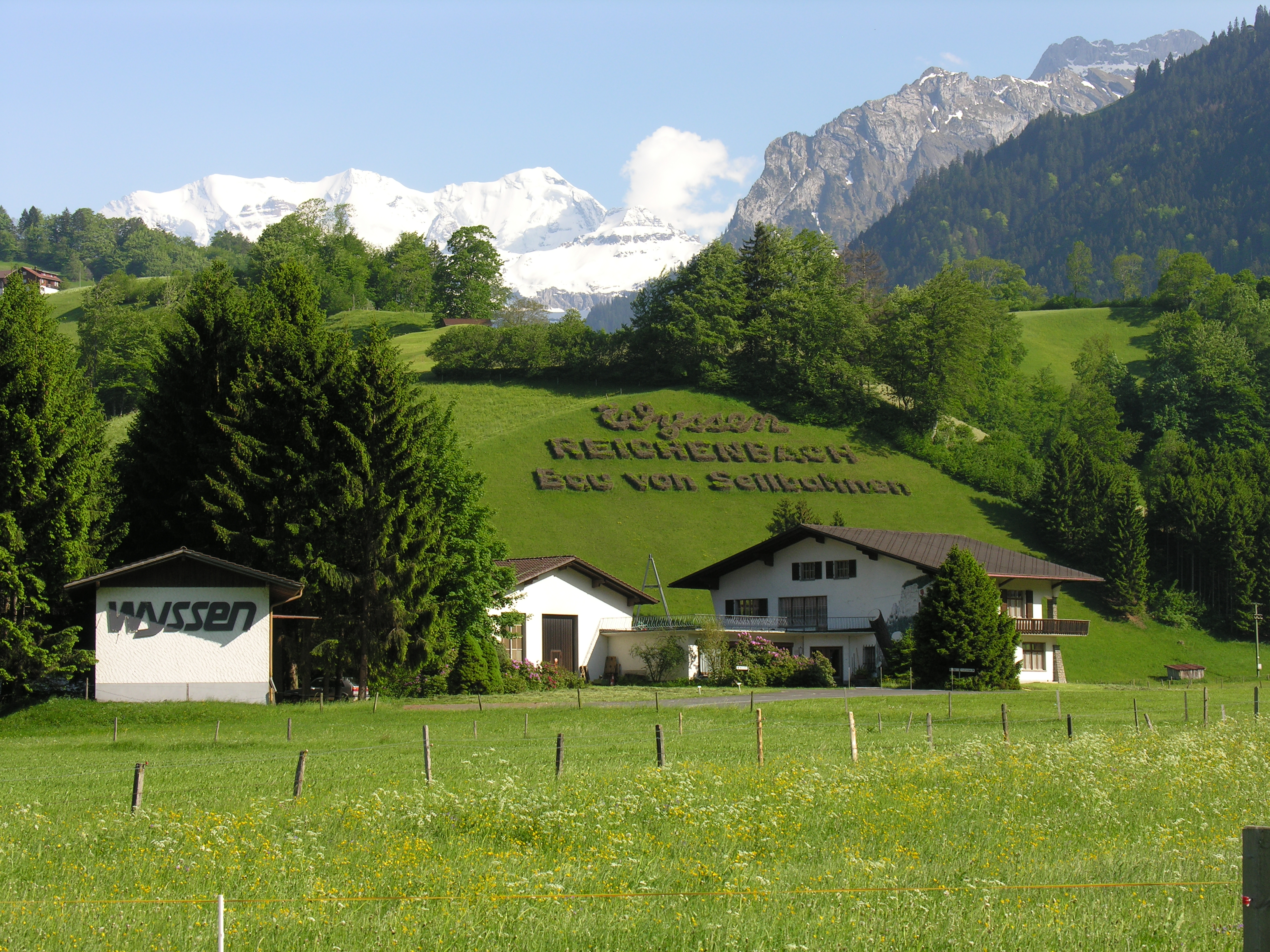
Wyssen Seilbahnen AG in Reichenbach

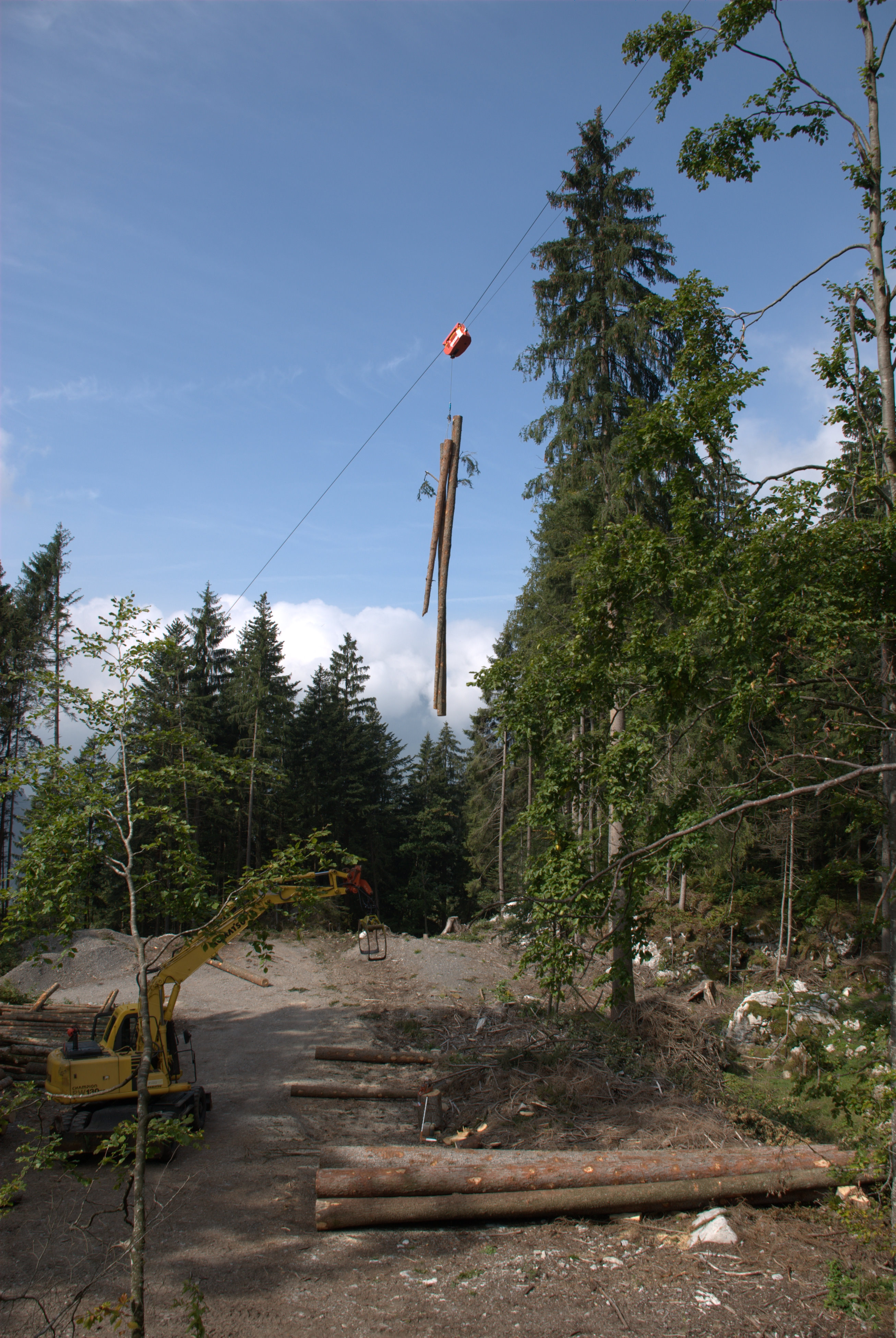
Wyssen Seilbahnen AG Slackpuller im Einsatz

Die Wyssen Seilbahnen AG ist ein im Maschinenbau tätiger Schweizer Industriebetrieb in Reichenbach im Kandertal. Die Rechtsform der Unternehmung ist seit 1977 eine Aktiengesellschaft, wobei das Aktienkapital im Besitze der Familie Wyssen liegt. Die Firma wurde 1926 durch Jakob Wyssen gegründet. Die Firma ist international tätig und erwirtschaftet ungefähr 40 % des Umsatzes im Ausland.
Bekannt wurde das Unternehmen 1939 durch die Produktion und den Vertrieb des ersten forstlichen Seilkrans und die nachfolgenden nachempfundenen Geräte.

## Geschichte
Das Unternehmen wurde 1926 von Jakob Wyssen (1904–2003) gegründet. 1938 wurde der erste Seilkran mit Laufwagen und Stellapparat zum Holz führen produziert. Nachdem Jakob Wyssen 1950 einige Jahre in Kanada gearbeitet hatte, wurden auch dort die Laufwagen für die Holzerarbeiten bekannt. Für die Wyssen Seilbahnen AG machte bis vor ca. 15 bis 20 Jahren der grösste Teil der Hauptproduktionen das klassische Forstgeschäft aus. Kunden sind Forstwirtschaftsbetriebe, Seilbahn-Transportunternehmungen, Bauunternehmungen, Bergbahn-Gesellschaften und gewerbliche oder private Berghüttenbesitzer.

## Entwicklungen und Patente
1939 entwickelte Jakob Wyssen den Seilkran mit Katze (Laufwagen), wegen der technischen Unbrauchbarkeit der Seilbahn im Plenterwaldwirtschaft: Hierbei können – temporär – fest installierte Anlagen zur Seilbringung, wie man sie bei großflächigem Kahlschlag einrichtet, nicht sinnvoll verwendet werden. Der Wyssenkran wurde bald Standardgerätschaft besonders in der alpinen Extremlagenforstwirtschaft, der erst in den 1960ern von Weiterentwicklungen verdrängt wurde (etwa Kippmastseilkran/Gössen-Kran).
Da die Seilbringung in der modernen, nachhaltigeren Forstwirtschaft wieder zunehmend eine Rolle spielt, gibt es neuerdings wieder einen Entwicklungsschub. Wichtige Patente der jüngsten Jahre sind:
- 2005: Seilkran, Erfinder: Jürg Wyssen[6]
- 2007: „Ladungsabwerfer zur Verwendung mit einer Lawinensprengbahn oder...“, Erfinder: Jürg Wyssen und Samuel Wyssen[7]
- 2008: Chorkerring[8]
- 2009: Selbstfahrender Seilbahnwagen[9]

## Produkte
Teilmärkte Standardprodukte:
- Seilwinden dienen als Zug- oder Bremsmaschine, um den Wagen des Seilkrans oder der Seilbahn zu befördern. Sie werden in 8 verschiedenen Grössen mit Zugkräften zwischen 1'500 und 15'000 kg angeboten. Jede Grösse ist mit Diesel- oder Elektromotor und mit mechanischem oder hydraulischem Antrieb erhältlich. Pro Grösse werden, je nach Bedürfnissen, mindestens fünf verschiedene Ausführungen angeboten.
- Laufwagen werden am Tragseil mit Hilfe des Zugseiles durch die Seilwinde befördert. Die zu transportierende Last wird im Prinzip am Laufwagen angehängt und entlang der Seillinie befördert. Laufwagen sind in 4 verschiedenen Grössen, für Nutzlastbereiche zwischen 2.5 und 10 Tonnen, in mechanischer oder hydraulischer Ausführung erhältlich. Es werden verschiedene Ausführungen für Gravitations- oder Umlaufantrieb angeboten. Laufwagen werden vor allem in der Forstwirtschaft eingesetzt.
- Motorseilkrane sind im Gegensatz zu den Laufwagen mit einem eigenen Motor ausgerüstet, um das Hubseil, welches auf dem Wagen auf einer Trommel aufgewickelt ist, zu bewegen. Die Standardausführung wird mit einer Seilwinde befördert. Eine Spezialausführung kann sich im flachen Gelände mit dem eigenen Motor fortbewegen. Motorseilkrane kommen durch ihre speziellen Transportfähigkeiten, wie fahren mit abgesenkter Last, vor allem auf Baustellen zum Einsatz.
- Einseilbahnen sind selbstfahrende Geräte für kleinere Lasten in den Grössen für 200 oder 400 kg Nutzlast. Der Antrieb mit Motor befindet sich auf dem Wagen, welcher sich selbständig am Tragseil bewegen kann. Diese Art Seilbahn ist eine ziemlich kostengünstige und einfache Installation zur Erschliessung von abgelegenen Berghütten, Gastbetrieben oder Sennhütten.
- Zubehör für die Montage, Wartung und den Betrieb von Seilbahnen wie z. B. Seilspannvorrichtungen, Seilbahnmasten, Tragseilsättel für Masten, Seilklemmen, Sicherheitsgurte für die Besteigung von Masten, Seilrollen etc. nehmen keine unwesentliche Stellung ein. Einige Produkte des Bereichs Zubehör werden nicht selber hergestellt und als Handelsware verkauft.

Insbesondere hat die Firma (Zweig wyssen avalanche control, wac) aber einen Ruf als Spezialhersteller für Seilbahnen und auch für Lawinensprengmasten für die automatische Lawinenauslösung durch Sprengung. Diese Seilbahnen, die die Lawinensprengmittel an definierte Absprengpunkte bekannter Lawinenstriche befördern, gelten als sicherer als etwa personeller Zustieg, Beschuss oder Abwurf aus dem Hubschrauber. Eine noch modernere Lösung sind fest verankerte Sprengmasten. Sie werden insbesondere in der Pistensicherung in Schigebieten immer wichtiger, und auch zunehmend in der Absicherung der Verkehrswege eingesetzt. Solche Anlagen finden sich inzwischen etwa in den meisten großen Schigebieten Österreichs (vertreten durch die Wyssen Austria GmbH Innsbruck-Hötting), so fanden sich etwa 2010 in Ischgl-Samnaun alleine 57 Anlagen der Firma (27 Sprengmasten der Gemeinde, 17 im Skigebiet Samnaun, 3 im Skigebiet Ischgl). Diese Methode wurde auch in der lawinenkundlichen Forschung rezipiert.
Im Jahr 2012 wurde ein Erweiterungsbau, eine 1000 m² grosse, 80 Meter lange und 1,5 Millionen Franken teure Halle, fertiggestellt. Sie dient der Expansion der Wyssen Avalanche Control AG, die sich mit der Produktion und dem Vertrieb der Sprengmasten beschäftigt.